# Ispánlaka
Ispánlaka (románul: Șpălnaca) falu Romániában, Erdélyben, Fehér megyében.

## Fekvése
Nagyenyedtől 15 kilométerre északkeletre, a Maros és a Küküllők közötti dombvidéken fekszik.

## Története
1887-ben (más forrás szerint 1881-ben) két, Erdélyben egyedülálló vaskori, Krisztus előtti 13. századi bronzlelet került elő a falu északkeleti határában. A Podaie határrészben egy korsóban 120 bronztárgy (vésők, sarlók, karperecek, kard), a Dudău határrészben pedig egy-két tonna súlyú, bronztárgyakból álló leletanyag. Később déli határában, a Șugud határrészben a hallstatti kor (Basarabi kultúra) és a Krisztus utáni 7. század között használt temetőt tártak fel.
Először 1329-ben, Ispanlaka és Spanlaka néven említik. 1334-ben katolikus egyháza volt, de katolikus lakói helyére még a reformáció előtt románok települhettek, mert protestáns egyházát már nem említik. Fehér, majd Alsó-Fehér vármegyéhez tartozott. 1945 után kivált belőle Szárazvámtanya.

## Népessége
1880-ban 862 lakosából 812 volt román, 17 magyar és 28 egyéb (cigány) anyanyelvű; 482 görögkatolikus, 356 ortodox, tizenkét református és nyolc zsidó vallású.
2002-ben 263 román nemzetiségű lakosából 246 volt ortodox, tíz görögkatolikus és hat pünkösdi vallású.

## Látnivalók
- Ortodox fatemploma, amelyhez harangláb tartozik, a 18. században készült, 1865-ben újították és 1868–69-ben festették ki belülről.

## Híres emberek
- Itt született 1735-ben Báróczi Sándor író.